# Mulalillo

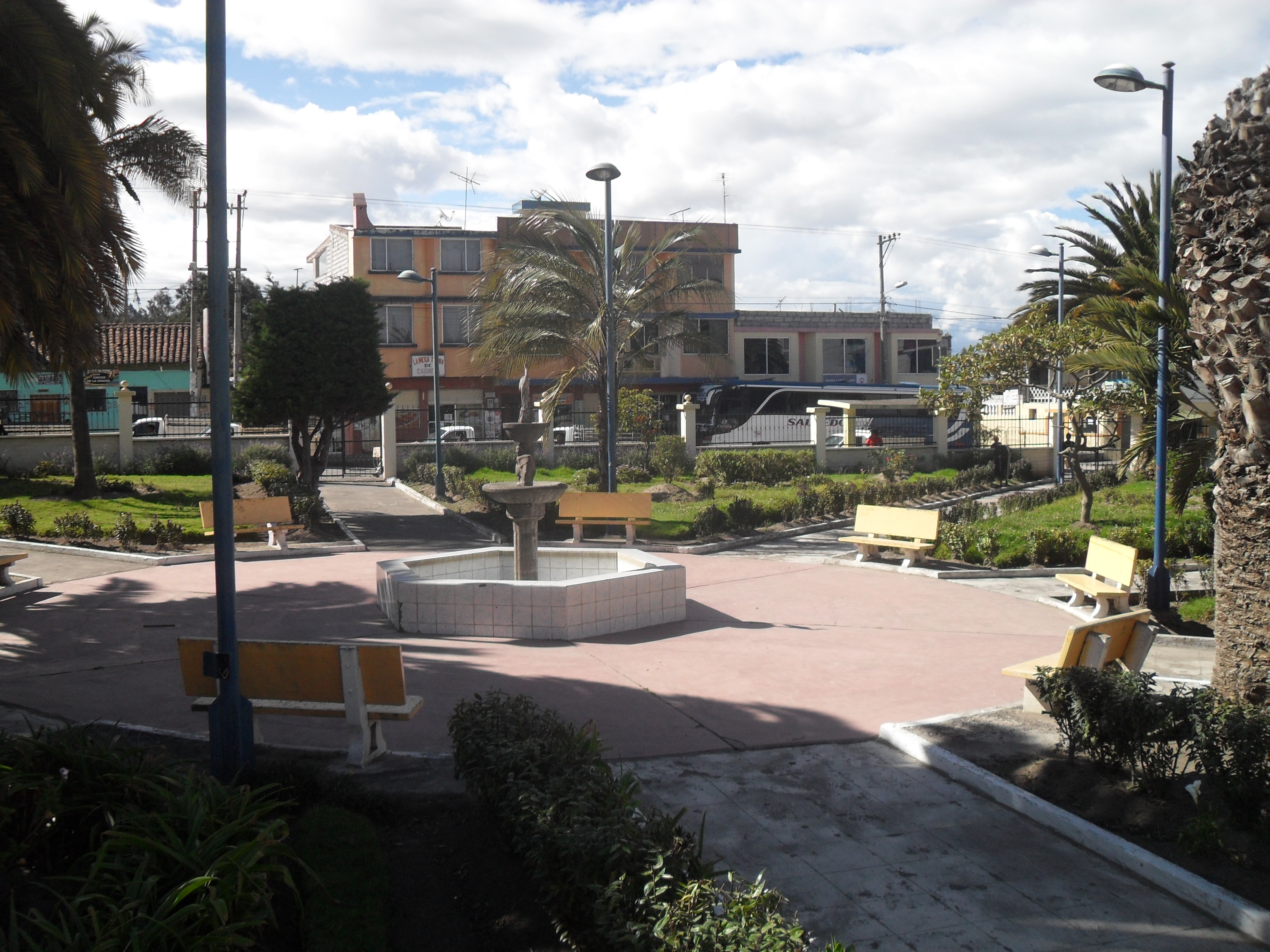
Parkanlage in Mulalillo

Mulalillo ist eine Ortschaft und eine Parroquia rural („ländliches Kirchspiel“) im Kanton Salcedo der ecuadorianischen Provinz Cotopaxi. Die Parroquia besitzt eine Fläche von 41,28 km². Die Einwohnerzahl lag im Jahr 2010 bei 6379.

## Lage
Die Parroquia Mulalillo liegt im Andenhochtal von Zentral-Ecuador an der Nordostflanke des 4179 m hohen Cerro Palorumi. Das Areal liegt in Höhen zwischen 2619 m und 4200 m. Entlang der nördlichen Verwaltungsgrenze fließt der Río Nagsiche, ein rechter Nebenfluss des Río Cutuchi, nach Osten. Der etwa 2810 m hoch gelegene Hauptort befindet sich 7 km südwestlich vom Kantonshauptort San Miguel de Salcedo.
Die Parroquia Mulalillo grenzt im Norden an die Parroquia San Miguel de Salcedo, im Osten an die Parroquias Panzaleo und Antonio José Holguín, im Süden an die Provinz Tungurahua mit den Parroquias Cunchibamba, Augusto N. Martínez, Constantino Fernández, San Bartolomé de Pinllo und Quisapincha (alle fünf im Kanton Ambato) sowie im Westen an die Parroquia Cusubamba.

## Orte und Siedlungen
In der Parroquia Mulalillo gibt es 25 Comunidades.

## Geschichte
Die Parroquia Mulalillo wurde am 29. Mai 1861 gegründet.